# Campeonato Panamericano de Lucha de 2012
El Campeonato Panamericano de Lucha se celebró en Estados Unidos (Colorado Springs) entre el 24 y el 26 de febrero de 2012 bajo la organización de Federación Mundial. 
La sede de los eventos fue el United States Olympic Training Center.

## Resultados

### Lucha grecorromana masculina
| Evento | Oro                          | Plata                               | Bronce                                                                           |
| ------ | ---------------------------- | ----------------------------------- | -------------------------------------------------------------------------------- |
| 55 kg  | Javier Duménigo · Cuba       | Jermaine Hodge Estados Unidos       | Andrés Taborda · Colombia · ----                                                 |
| 60 kg  | Ismael Borrero Molina · Cuba | Andrés Montaño · Ecuador            | Joseph Samuel Betterman · Estados Unidos · Jansel Ramírez · República Dominicana |
| 66 kg  | Pedro Muléns · Cuba          | Iván de Jesús Duque · Colombia      | Benjamin Sanchez · Estados Unidos · Jack Bond · Canadá                           |
| 74 kg  | Andrew Bisek Estados Unidos  | Alexi Bell Caballero · Cuba         | Luillys Pérez · Venezuela · Maximiliano Prudenzano · Argentina                   |
| 84 kg  | Chas Betts Estados Unidos    | Pablo Shorey · Cuba                 | Cristian Mosquera · Colombia · José Arias Paredes · República Dominicana         |
| 96 kg  | Yasmany Lugo Cabrera · Cuba  | Erwin Caraballo · Venezuela         | Raúl Anguilo · Colombia · Justin Ruiz · Estados Unidos                           |
| 120 kg | Mijaín López · Cuba          | Ramón García · República Dominicana | Peter Kowalczuk · Estados Unidos · Sunny Dhinsa · Canadá                         |

### Lucha libre masculina
| Evento | Oro                            | Plata                       | Bronce                                                      |
| ------ | ------------------------------ | --------------------------- | ----------------------------------------------------------- |
| 55 kg  | Sam Hazewinkel Estados Unidos  | Jacob Hergenhein · Canadá   | Alfredo Cisneros · Cuba · Fernando Paredes · Venezuela      |
| 60 kg  | Yowlys Bonne · Cuba            | Luis Portillo · El Salvador | Abel Herrera · Perú · Gabriel García · República Dominicana |
| 66 kg  | Phillip Simpson Estados Unidos | Elvis Fuentes · Venezuela   | Ryley Walker · Canadá · Pedro Soto · Puerto Rico            |
| 74 kg  | Trent Paulson Estados Unidos   | Ryan Daniel Lue · Canadá    | Yunieski Blanco · Cuba · Alvis Almendra · Panamá            |
| 84 kg  | Raymond Jordan Estados Unidos  | Luis Miranda Mazar · Cuba   | Matthew Miller · Canadá · José Díaz · Venezuela             |
| 96 kg  | Dustin Kilgore Estados Unidos  | Yuri Maier Argentina        | Khetag Pliev · Canadá · Javier Cortina · Colombia           |
| 120 kg | Tervel Dlagnev Estados Unidos  | Sunny Dhinsa · Canadá       | Edgardo López · Puerto Rico · Disney Rodríguez · Cuba       |

### Lucha libre femenina
| Evento | Oro                           | Plata                         | Bronce                                                     |
| ------ | ----------------------------- | ----------------------------- | ---------------------------------------------------------- |
| 48 kg  | Patricia Bermúdez Argentina   | Katiuska Toaza · Ecuador      | Yasmín Martínez · México · Alyssa Lampe · Estados Unidos   |
| 51 kg  | Jessica MacDonald · Canadá    | Whitney Conder Estados Unidos | Mayara Graciano · Brasil · ----                            |
| 55 kg  | Helen Maroulis Estados Unidos | Mayra Antes · Ecuador         | Camila Fama Tristão · Brasil · Marcia Andrades · Venezuela |
| 59 kg  | Amanda Gerhart · Canadá       | Randi Beltz Estados Unidos    | Laís Nunes · Brasil · ----                                 |
| 63 kg  | Sandra Roa · Colombia         | Wendy García · México         | Lisandra Ramírez · Cuba · Justine Bouchard · Canadá        |
| 67 kg  | Megan Buydens · Canadá        | Lauren Louive Estados Unidos  | ---- ----                                                  |
| 72 kg  | Stephanie Lee Estados Unidos  | Lisset Hechavarría · Cuba     | Vanessa Wilson · Canadá · Jaramit Weffer · Venezuela       |